# Никомед III
Никомед III (на латински: Nikomedes III. Euergetes; на гръцки: ς Εὐεργέτης, Nikomḗdēs Euergétēs; † около 94 г. пр.н.е.) е цар на Витиния от 128/127 до ок. 94 г. пр.н.е.
Никомед е син на Никомед II и неизвестна жена. През 108 г. пр.н.е. той си разделя с царя на Понт, Митридат VI, земите на Пафлагония, а по-късно прави опит да контролира Кападокия. През 95 г. пр.н.е. предава своите завоевания по настояване на римляните.
Първата съпруга на Никомед III е кападокийската принцеса Ниса, дъщеря на Ариарат VI от Кападокия и Лаодика. Никомед III и Ниса са далечни роднини, тъй като като водят произхода си от свързаните династии на Селевкидите, Антипатридите и Антигонидите. От Ниса Никомед III има двама сина, Никомед IV Филопатор и Сократ Хрест, и дъщеря, също наречена Ниса.
След смъртта на първата си съпруга и тъста си, Никомед III взима бившата си тъща Лаодика за втора съпруга, за да получи права и над Кападокия (Лаодика бяга при него, когато цар Митридат VI (брат на Лаодика) се опитва да завладее страната). Със смъртта на синовете на Лаодика, Ариарат VII и Ариарат VIII, Никомед III се опитва да се наложи като законен претендент за трона, но римският сенат отказва да признае искането и изисква от Никомед III да се откаже от всички претенции към Кападокия и да предаде Пафлагония.
След смъртта си е наследен на трона на Витиния от сина си, Никомед IV Филопатор.